# Petrogale persephone
Il wallaby di Proserpine (Petrogale persephone Maynes, 1982) è una specie di wallaby delle rocce.

## Descrizione
I wallaby delle rocce ricordano molto i canguri e sono una versione più piccola dei wallaby, i loro cugini molto più noti. Nello specifico, P. persephone ha un corpo lungo 60–65 cm e una coda di 60–70 cm; pesa 6,4-8,8 kg. Il wallaby di Proserpine può essere grigio o marrone, con chiazze più chiare sul pelo. Una striscia grigia va dall'angolo della bocca alle orecchie e la coda ha la punta bianca. È più grosso e ha la coda più lunga della maggior parte dei wallaby delle rocce.

## Distribuzione e habitat
Questa specie vive nelle distese rocciose, dove le sue zampe callose hanno una presa salda sulla superficie sconnessa. Vive tra le foreste semi-decidue di rampicanti e quelle di acacia, ed è una specie arcaica che risale a un tempo in cui la zona era molto più umida e la foresta pluviale copriva la maggior parte dell'Australia. È stato scoperto solo nel 1977 vicino alla città di Proserpine e copre un territorio molto ristretto nel Whitsunday Shire, nel Queensland, che comprende la Clarke Range vicino a Proserpine, e i margini settentrionali, orientali e parte di quelli occidentali del Conway Range.

## Biologia
Non si sa molto delle abitudini di questo animale. È timido e raramente si avventura lontano dalle distese sassose e dalle foreste in cui vive. Quando è in allarme si arrampica sugli alberi. Mangia principalmente le foglie, ma durante i periodi di siccità si sposta sul limitare della foresta per brucare l'erba. Ha un territorio di circa 30 ettari. La vita di un wallaby delle rocce ruota attorno alla riproduzione. Il periodo di gestazione è di 33-34 giorni, e, fatto del tutto sorprendente, le femmine si accoppiano di nuovo a poche ore dalla nascita del piccolo. I giovani wallaby continuano a svilupparsi nel marsupio della madre per circa 210 giorni, prima di compiere i primi passi nel mondo esterno. Di solito quando esce un piccolo dal marsupio, ne nasce anche un altro.

## Conservazione
Si tratta dell'unico wallaby delle rocce a rischio. Vive in zone in cui è forte la pressione da parte degli uomini e potrebbe essere in difficoltà se in competizione con altre specie di wallaby delle rocce. Nel 1997 si conosceva l'esistenza di 26 colonie, di cui 14 su terreni privati e le restanti in parchi nazionali e foreste dello stato.